# Ralph Younger
Ralph Younger, britanski general, * 1904, † 1985.